# Riu Nun
Nun és un riu d'Orissa al districte de Puri. Neix a la part alta del districte i corre en direcció sud-oest fins que desaigua al riu Daya a 19° 53′ 30″ N, 85° 38′ 00″ E / 19.89167°N,85.63333°E. Els dos rius units segueixen sota el nom de Daya fins a desaiguar al llac Chilka. El riu causa de vegades inundacions.